# Забуті Богом
«Забуті Богом» (англ. Godless) — американський драматичний мінісеріал, створений Скоттом Френком. Виробництво семи епізодів телесеріалу стартувало в Санта-Фе у вересні 2016 року. Прем'єра серіалу відбулася 22 листопада 2017 року на Netflix.

## Синопсис
Дія серіалу розгортається в 1884 році на Дикому Заході. Френк Гріффін, безжалісний ватажок банди головорізів, що тероризує місцеві поселення, намагається всіма способами відшукати Роя Гуда, прийомного сина і колишнього члена угруповання, щоб жорстоко йому помститися. Справа в тому, що Рой, якого раптово замучила совість, не тільки поранив Гріффіна в перестрілці, в результаті чого старий втратив руку, але і зник з чималою здобиччю, що дісталася бандитам з останнього нальоту. Розуміючи, що пораненому зраднику далеко не піти, Гріффін розсилає звістку про те, що того, хто наважиться укрити втікача, чекає жорстока смерть. Недовгі пошуки приводять Френка до невеликого тихого містечка, населення якого за дивним обставинам складається з одних жінок.

## У ролях

### Головний склад
- Джек О'Коннелл — Рой Гуд[3]
- Джефф Деніелс — Френк Гріффін[4]
- Мішель Докері — Еліс Флетчер[5]
- Скут Макнейрі — Білл Макнью[2]
- Томас Броді-Сангстер — Вайті Вінн[6]
- Меррітт Вівер — Мері Агнес Макнью
- Джеремі Бобб — А. Т. Грігг[6]
- Вітні Ейбл — Анна Макнью[7]
- Саманта Сул — Шарлотта Темпл[7]

### Додатковий склад
- Роб Морган — Джон Рендалл[8]
- Сем Вотерстон — Джон Кук[2]
- Кім Коутс — Ед Логан[2]
- Обрі Мур — Сара Дойл[2]
- Кристина Сидел — Марта[2]
- Ренді Оглсбі — Аса Леопольд[2]
- Джастін Велборн — Флойд Вілсон[2]
- Крістофер Фіцджералд — Дж. Дж. Валентайн[2]
- Ерік Ларей Гарві — Еліас Гоббс
- Джессіка Сула — Луїза Гоббс
- Джуліан Грей — Вільям Макнью
- Елі Агірнас — Ніколас Густафсон
- Кейлі Картер — Саді Роуз[9]